# Winter-Universiade 2013/Biathlon
Bei der Winter-Universiade 2013 wurden neun Wettkämpfe im Biathlon ausgetragen.

## Bilanz

### Medaillenspiegel
| Platz  | Land       | Gold | Silber | Bronze | Gesamt |
| ------ | ---------- | ---- | ------ | ------ | ------ |
| 1      | Polen      | 2    | 4      | –      | 6      |
| 2      | Russland   | 2    | 2      | 3      | 8      |
| 3      | Ukraine    | 1    | 2      | 2      | 5      |
| 4      | Tschechien | 1    | 1      | 2      | 4      |
| 5      | Serbien    | 1    | –      | 1      | 2      |
| 6      | Slowakei   | 1    | –      | –      | 1      |
| 7      | Australien | –    | –      | 1      | 1      |
| Gesamt | Gesamt     | 8    | 9      | 9      | 26     |

### Medaillengewinner

#### Männer
| Disziplin         | Gold                | Silber               | Bronze              |
| ----------------- | ------------------- | -------------------- | ------------------- |
| 10 km Sprint      | Milanko Petrović    | Witalij Kiltschyzkyj | Dmytro Pidrutschnyj |
| 12 km Verfolgung  | vakant *            | Sergei Kljatschin    | Alexei Almoukov     |
| 15 km Massenstart | Dmytro Pidrutschnyj | Jitka Landová        | Dmitri Jelchin      |
| 20 km Einzel      | Wadim Filimonow     | Alexander Mingalew   | Milanko Petrović    |

#### Frauen
| Disziplin           | Gold                         | Silber                       | Bronze           |
| ------------------- | ---------------------------- | ---------------------------- | ---------------- |
| 7,5 km Sprint       | Weronika Nowakowska-Ziemniak | Monika Hojnisz               | Tatjana Semenowa |
| 10 km Verfolgung    | Weronika Nowakowska-Ziemniak | Monika Hojnisz               | Tatjana Semenowa |
| 12,5 km Massenstart | Jitka Landová                | Weronika Nowakowska-Ziemniak | Iryna Warwynez   |
| 15 km Einzel        | Natália Prekopová            | Weronika Nowakowska-Ziemniak | Jitka Landová    |

#### Mixed
| Disziplin                     | Gold                                                                                 | Silber                                                                     | Bronze                                                          |
| ----------------------------- | ------------------------------------------------------------------------------------ | -------------------------------------------------------------------------- | --------------------------------------------------------------- |
| 2 × 6 km + 2 × 7,5 km Staffel | Russland ⁠*Larissa Kusnezowa Tatjana Semenowa Sergei Kljatschin Alexander Petschonkin | UkraineIryna Warwynez Jana Bondar Witalij Kiltschyzkyj Dmytro Pidrutschnyj | TschechienJitka Landová Kristýna Černá Michal Žák Tomáš Krupčík |